# William Ballantyne Hodgson
William Ballantyne Hodgson (6 de octubre de 1815 - 24 de agosto de 1880) fue un reformador educativo y economista político escocés.

## Vida

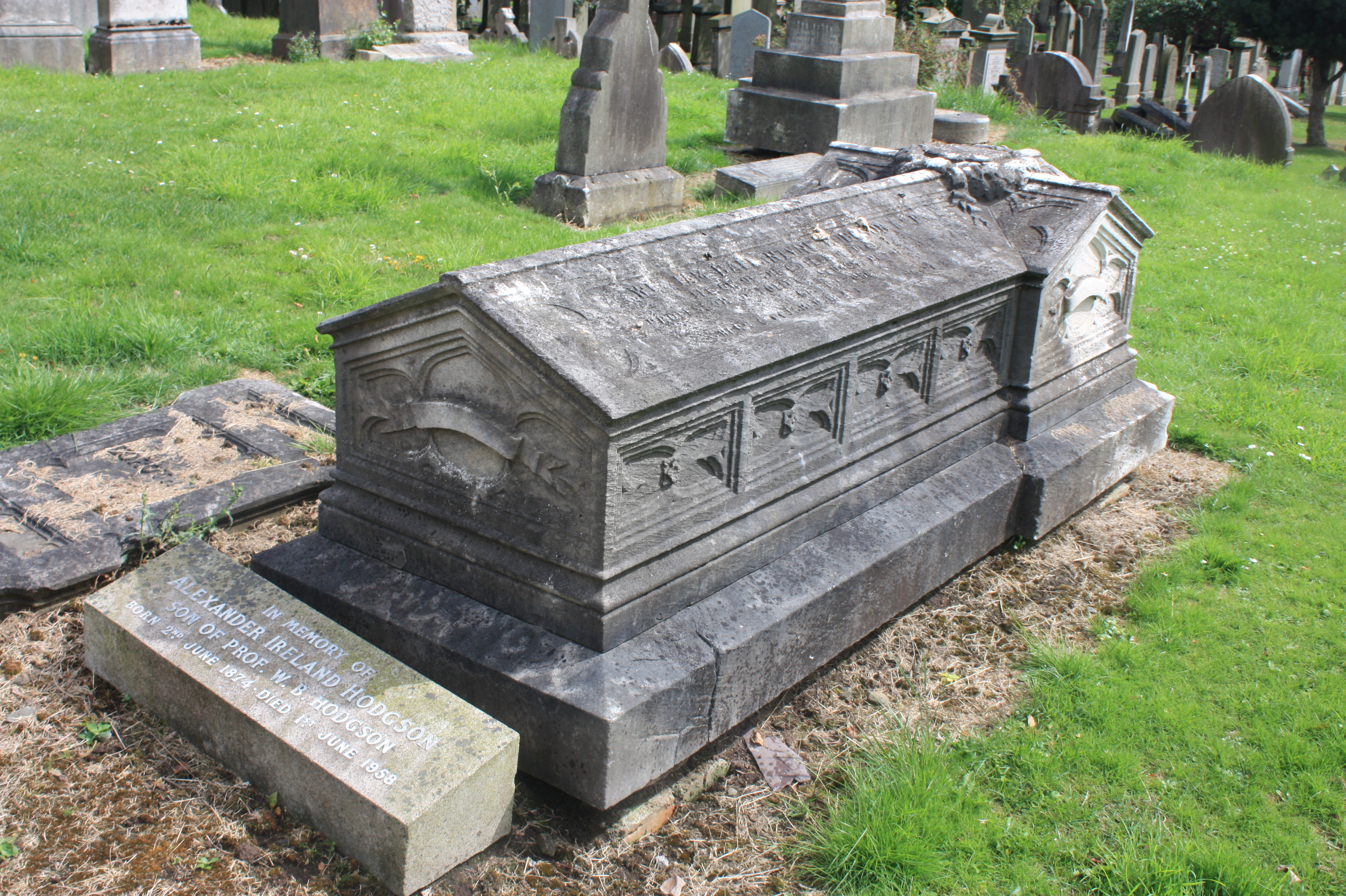
Tumba de William Ballantyne Hodgson, cementerio Grange

Hijo de William Hodgson, impresor, nació en Edimburgo el 6 de octubre de 1815. En 1820, la familia vivía en el número 54 de Bristo Street en la ciudad. En 1823 ingresó a la Escuela Secundaria de Edimburgo y, después de trabajar por un corto tiempo en una oficina de abogados, se matriculó en noviembre de 1829, a la edad de 14 años, en la Universidad de Edimburgo. No obtuvo ningún título universitario.
Inicialmente, Hodgson se dedicó a dar conferencias sobre literatura, educación y frenología en ciudades de Fife. El 1 de junio de 1839 fue nombrado secretario del Instituto de Mecánica de Liverpool. Se le ofreció el cargo de editor de un periódico de Liverpool en 1841 y el de un periódico de Manchester algún tiempo después, pero rechazó ambos. En 1844, siguiendo el consejo de Hodgson, se agregó una escuela para niñas al Instituto de Liverpool, y ese mismo año fue nombrado director. El 11 de marzo de 1846 recibió un doctorado honorario en leyes (LL.D.) de la Universidad de Glasgow.
De 1847 a 1851, Hodgson fue director de la Escuela Secundaria de Chorlton, en Manchester. En 1848, abogó por la educación de las mujeres en la Royal Manchester Institution. Apoyó a Hannah Elizabeth Pipe, una de las alumnas destacadas de Chorlton. En 1851, viajó al extranjero y permaneció en París desde octubre de 1851 hasta julio de 1852. En 1853 regresó a Edimburgo, dando conferencias sobre fisiología después de haberse capacitado asistiendo a clases en el Colegio de Cirujanos. Debido a su trabajo en el campo de la educación, se desempeñó en 1849 y nuevamente en 1864 como vicepresidente del Colegio de Preceptores (Colegio de Maestros).
En 1854 dio conferencias en la Royal Institution de Londres sobre ciencia económica y, en 1858, fue nombrado comisionado asistente para la investigación sobre educación primaria, trasladándose a Londres. Fue examinador de economía política en la Universidad de Londres de 1863 a 1868 y fue designado miembro del consejo del University College de Londres. Como miembro del consejo, Hodgson apoyó la confirmación de James Martineau en la vacante cátedra de filosofía mental; renunció a su puesto en el consejo el 19 de enero de 1867, cuando George Grote argumentó con éxito en favor de George Croom Robertson en lugar de Martineau, que era unitario.
En 1870, Hodgson se retiró a Bournemouth, pero al año siguiente (17 de julio de 1871) fue nombrado titular de la nueva Cátedra de economía política y derecho mercantil de la Universidad de Edimburgo. Asistió frecuentemente a los congresos de ciencias sociales y en 1873 fue presidente de la sección educativa en Norwich. En 1875, fue nombrado presidente del Instituto Educativo de Escocia. En cuanto a su visión política, Hodgson era firmemente liberal, pero no participaba activamente en política. Se estableció en Bonaly Tower, Colinton, una casa escocesa de estilo baronial construida por Lord Cockburn.
Hodgson falleció el 24 de agosto de 1880 en Bruselas debido a una enfermedad cardíaca mientras asistía al congreso educativo allí. Fue enterrado en el cementerio de Grange, en Edimburgo. La tumba se encuentra sobre las bóvedas centrales, hacia el oeste, y es la más cercana al camino.

## Familia
Contrajo matrimonio por primera vez en 1841 con Jane Cox de Liverpool, quien falleció sin descendencia el 1 de julio de 1860. Posteriormente, el 14 de enero de 1863, se casó con Emily Walmsley (1829-1919), segunda hija de Sir Joshua Walmsley de Liverpool, quien le sobrevivió junto con dos hijos y dos hijas.
Su hijo, Alexander Ireland Hodgson (1874-1958), está enterrado junto a William.

## Obras
Hodgson publicó:
- "Lecture on Education" (Conferencia sobre educación), Edimburgo, 1837.
- "Address ... to the Mental Improvement Society of the Liverpool Mechanics' Institute" (Discurso... a la Sociedad de Mejoramiento Mental del Instituto de Mecánica de Liverpool), Liverpool [1845].
- "The Secular, the Religious, and the Theological" (Lo secular, lo religioso y lo teológico), 1850.
- "On the Importance of the Study of Economic Science" (Sobre la importancia del estudio de la ciencia económica), 1855; 1860; 1866.
- "On the Report of the Commissioners ... to inquire into ... Public Schools" (Sobre el informe de los comisionados... para investigar... las escuelas públicas), 1864 (dos ediciones en el mismo año).
- "Classical Instruction" (Instrucción clásica), 1866.
- "The Education of Girls" (La educación de las niñas), 1864-1866; 2ª edición 1869.
- "The True Scope of Economic Science" (El verdadero alcance de la ciencia económica), 1870.
- "Turgot: his Life, Times, and Opinions" (Turgot: su vida, época y opiniones), 1870.
- "Inaugural Address" (Discurso inaugural), Edimburgo, 1871.

De forma póstuma se publicó "Errors in the Use of English", Edimburgo, 1881, editado por su viuda. Contribuyó con un prólogo y notas al "Report of an Educational Tour in Germany", de Horace Mann, 1846; editó, junto con Henry James Slack, la edición conmemorativa (1865, etc.) de las obras de William Johnson Fox; y tradujo los "Thoughts on Ireland" (Pensamientos sobre Irlanda) de Count Cavour, 1868.

## Otras lecturas
- Meiklejohn, John (1883). Life and Letters of William Ballantyne Hodgson.

- Datos: Q8004996
- Multimedia: William Ballantyne Hodgson / Q8004996